# A State of Trance (радиошоу)

Логотип радиошоу, используемый в СМИ

A State Of Trance (также обозначается аббревиатурой ASOT) — название еженедельного радиошоу электронной музыки в стиле транс (каждый четверг в 21:00 по московскому времени), которое ведет популярный диджей Армин ван Бюрен (нидерл. Armin van Buuren). Радиошоу было запущено в эфир 18 мая 2001 года на радио ID&T (предшественник Slam!FM), и с тех пор каждый выпуск выходит еженедельно. Количество слушателей приблизительно 38 миллионов человек во всем мире
Шоу имеет формат двухчасового микса. Еженедельное количество слушателей радиошоу по всему миру достигло 30 000 000. Начиная с 800-го выпуска можно смотреть видео-трансляцию шоу из студии в Амстердаме.

## Специальные выпуски
Некоторые выпуски программы включают в себя сеты диджеев — гостей программы и/или прямые включения с танцевальных площадок клубов всего мира. Ниже представлен перечень эпизодов, известных под обозначением XXL, так как их длина больше, нежели стандартные выпуски шоу.

### Выпуски 000—100
- 013: Прямое включение, включая гостевой микс от Vincent Van Tongeren
- 020: Прямое включение из клуба Scanners, Дордрехт, Нидерланды.
- 023: Прямое включение из клуба Golden, Stoke-On-Trent, Великобритания.
- 024: Прямое включение из клуба Passion, Coalville, Великобритания.
- 028: (27 декабря 2001) Top 20 of 2001
- 043: Прямое включение из клуба Passion in Coalville, Великобритания.
- 053: Прямое включение, включая гостевой микс от Airwave
- 055: Прямое включение из клуба GodsKitchen, Code в Бирмингеме, Великобритания.
- 058: Прямое включение, включая гостевой микс от Ferry Corsten
- 062: Прямое включение из клуба GodsKitchen, Eden, Ивиса
- 064: Прямое включение, включая гостевой микс от Kid Vicious
- 067: Прямое включение из клуба Glow, Вашингтон.
- 068: Гостевой микс от Ferry Corsten (повтор ASOT 058)
- 076: Прямое включение, включая гостевой микс от Signum
- 078: (26 декабря 2002) Top 20 of 2002
- 079: Прямое включение из Club Eau в Гааге, Голландия.
- 087: Прямое включение из клуба Glow, Вашингтон.
- 090: Прямое включение, включая гостевой микс от M.I.K.E.
- 095: Прямое включение, включая гостевой микс от Misja Helsloot
- 096: Прямое включение из Passion, Coalville, Великобритания.
- 100: Celebrating 100 Episodes. Прямое включение из Bloomingale, Голландия, включая гостевой микс от Jon O'Bir, Marco V и Harry Lemon.

### Выпуски 101—200
- 104: Прямое включение, включая гостевой микс от Harry Lemon
- 113: Прямое включение, включая гостевой микс от Lange
- 117: Прямое включение, включая гостевой микс от Gabriel & Dresden
- 119: Прямое включение из The RA, Лас-Вегас
- 122: Прямое включение, включая гостевой микс от Markus Schulz
- 126: Прямое включение, включая гостевой микс от Above & Beyond
- 127: Прямое включение из клуба Asta Den Haag — 27 ноября 2003
- 129: (25 декабря 2003) Top 20 of 2003
- 130: 4-часовой микс
- 131: Прямое включение, включая гостевой микс от Perry O'Neil
- 132: Прямое включение, включая гостевой микс от M.I.K.E.
- 134: Прямое включение, включая гостевой микс от Ben Lost
- 138: Прямое включение, включая гостевой микс от Ton TB and Mark Norman
- 142: Прямое включение, включая гостевой микс от Airwave и Yves Deruyter
- 143: Прямое включение из Spundae in San Francisco — 2nd April 2004
- 147: Прямое включение, включая гостевой микс от Rank 1
- 151: Прямое включение, включая гостевой микс от Marco V
- 155: Прямое включение, включая гостевой микс от John '00' Fleming
- 159: Прямое включение из Bloomingdale, Голландия — Bloemendaal aan Zee, включая гостевой микс от Markus Schulz.
- 161: Прямое включение из The Pavilion, Кипр.
- 169: Прямое включение, включая гостевой микс от Markus Schulz
- 171: Прямое включение, включая гостевой микс от DJ Precision
- 173: Прямое включение из клуба Panama, Амстердам, включая гостевой микс от Matthew Dekay
- 175: (5 ноября 2004) Прямое включение из клуба Colors in Helsinki.
- 181: (30 декабря 2004) Top 20 of 2004
- 182: (6 января 2005) Year Mix 2004
- 200: (2 июня 2005) 4-часовое шоу:
  - Hours 1 and 2: мегамикс самых запрашиваемых треков (англ. Most Requested Tunes by Listeners)
  - Hour 3: эксклюзивный гостевой микс от Gabriel & Dresden
  - Hour 4: Армин ван Бюрен Прямое включение из Museumsquare, Амстердам.

### Выпуски 201—300
- 228: (22 декабря 2005) Top 20 of 2005
- 229: (29 декабря 2005) Year Mix 2005
- 250: (25 мая 2006) 8,5-hour show. Прямое включение из клуба Asta, Гаага, Голландия:
  - Час 1: A State of Trance Classics Ableton Mix
  - Час 2: гостевой микс от Jonas Steur
  - Час 3: гостевой микс от M.I.K.E.
  - Час 4: гостевой микс от John Askew
  - Часы 5 и 6: Прямое включение, микс от Армин ван Бюрен
  - Час 7: гостевой микс от Rank 1
  - Час 8: гостевой микс от Menno de Jong
- 259: (18 июля 2006) Прямое включение из клуба Armada Night Amnesia, Ивиса.
- 280: (21 декабря 2006) Top 20 of 2006
- 281: (28 декабря 2006) Year Mix 2006
- 282: Rebroadcast of A State Of Trance Episode 274
- 300:
  - часть 1: (10 мая 2007) классический микс и короткие гостевые миксы от Menno de Jong, Marcel Woods, Sean Tyas и Aly & Fila
  - часть 2: (17 мая 2007) 7-часовое шоу. Прямое включение из Pettelaarse Schans в Хертогенбосе, Голландия[4]
    - Час 1: гостевой микс от Aly & Fila
    - Час 2: гостевой микс от Sean Tyas
    - Час 3: гостевой микс от Menno de Jong
    - Час 4: гостевой микс от Marcel Woods
    - Час 5: гостевой микс от Markus Schulz
    - Часы 6 и 7: прямое включение, «живой» микс от Армин ван Бюрен

### Выпуски 301—400
- 308: Прямое включение из клуба Armada Night Amnesia, Ивиса.
- 331: (20 декабря 2007) Top 20 of 2007
- 332: (27 декабря 2007) Year Mix 2007
- 350: (1 мая 2008) Специальная живая версия из клуба NoXX, Антверпен, Бельгия.
  - Час 1: гостевой микс от DJ Shah
  - Час 2: гостевой микс от M.I.K.E.
  - Час 3: гостевой микс от John O'Callaghan
  - Час 4: гостевой микс от Aly & Fila
  - Час 5: гостевой микс от Nic Chagall
  - Часы 6 и 7: «живой» микс от Armin van Buuren
  - Час 8: гостевой микс от Markus Schulz
- 359: Прямое включение из клуба Armada Night Amnesia, Ивиса.
- 370: Прямое включение из клуба Amnesia, Ивиса, Summer Sessions Closing Party
- 380: Прямое включение из клуба Volume, Сеул, Южная Корея (22-11-08)
- 383: (18 декабря 2008) Top 20 of 2008
- 384: (25 декабря 2008) Year Mix 2008
- 386: Armin Only: Imagine, «Together As One». Прямое включение из Лос-Анджелеса, New Years Eve (31-12-08)
- 400: 72-часовое шоу, включившее в себя записанные гостевые миксы, классические треки и др.
  - 16 апреля 2009 — прямое включение из клуба Butan, Вупперталь, Германия
  - 17 апреля — прямое включение из клуба Air, Бирмингем, Англия
  - 18 апреля — прямое включение из клуба Maassilo Роттердам, Голландия

### Выпуски 401—500
- 411: Прямое включение с Winter Sound System, Мельбурн, Австралия.
- 413: Прямое включение из клуба Amnesia, Ивиса, фестиваль Armada Music.
  - Час 1: Live mix from Armin van Buuren
  - Час 2: Guest mix from Gareth Emery and Signum.
- 416:
  - Час 1: Newest Tunes Selected
  - Час 2: Прямое включение из клуба Amnesia, Ивиса, фестиваль Armada Music.
- 421:
  - Час 1: Newest Tunes Selected
  - Час 2: Прямое включение из клуба Amnesia, Ивиса, фестиваль Armada Music.
- 436: (24 декабря 2009) Top 20 of 2009
- 437: (31 декабря 2009) Year Mix 2009
- 450: Шоу, включившее в себя записанные гостевые миксы, классические треки и др.
  - 2 апреля 2010 — прямое включение из The Guvernment, Торонто, Канада
  - 3 и 4 апреля — прямое включение из Roseland, Нью-Йорк, США
  - 9 апреля — прямое включение из Expo Arena, Братислава, Словакия
  - 24 апреля — прямое включение из Centennial Hall, Вроцлав, Польша (перенесено с 10 апреля в связи с гибелью в авиакатастрофе президента Польши Леха Качиньского).
- 487: Прямое включение из IEC, Киев, Украина.
- 488: (23 декабря 2010) Top 20 of 2010
- 489: (30 декабря 2010) Year Mix 2010
- 500: Шоу, включившее в себя сеты диджеев, которое прошло по 5 континентам
  - 17 марта 2011 — Pre-party, прямое включение из Club Trinity, Кейптаун, ЮАР
  - 19 марта — прямое включение из MTN Expo Center, Йоханнесбург, ЮАР
    - Имена диджеев, выступавших на этом шоу: Blake Jarrell, Protoculture, Lange, Armin van Buuren, Leon Bolier, Jorn van Deynhoven

  - 27 марта — прямое включение с Ultra Music Festival, Майами, США
    - Имена диджеев, выступавших на этом шоу: Alex M.O.R.P.H., Armin van Buuren, ATB, Cosmic Gate, Ferry Corsten,Gareth Emery, Marcus Schössow, Sander van Doorn

  - 2 апреля — прямое включение из Club G.E.B.A., Буэнос-Айрес, Аргентина
    - Имена диджеев, выступавших на этом шоу: Heatbeat, Jochen Miller, Dash Berlin, Markus Schulz, Armin van Buuren, John O’Callaghan, W&W

  - 9 апреля — прямое включение из Brabanthallen, Ден Босх, Нидерланды. Самое масштабное празднование 500 выпуска: 40 диджеев на 5 аренах, названных в честь цветов (A State of Blue, A State of Green, A State of Yellow, A State of Orange, A State of Red)
    - Имена диджеев, выступавших на этом шоу: Mat Zo, Arty, Armin van Buuren, Markus Schulz, Above & Beyond, Gareth Emery, W&W, Ashley Wallbridge, Arnej, Andy Moor, Paul Oakenfold, Cosmic Gate, Aly & Fila, John O’Callaghan, Roger Shah, Sean Tyas, Eco, Alex M.O.R.P.H., Menno de Jong, Rank 1, Sied van Riel, Myon & Shane 54, Giuseppe Ottaviani, Daniel Kandi, Ummet Ozcan, Tenishia, Orjan Nilsen, Max Graham, Ben Gold, Signum, Robert Nickson, Claudia Cazacu, Estiva, Bart Claessen, Jon O’Bir, Sophie Sugar, First State, Marc Simz, Rafael Frost

  - 16 апреля — прямое включение из Acer Arena, Сидней, Австралия. Финальное шоу 500 выпуска
    - Имена диджеев, выступавших на этом шоу: Shogun, tyDi, Menno de Jong, Aly & Fila, W&W, Armin van Buuren

### Выпуски 501—600
- 513 — Mirage: The Remixes Special
- 518 — Прямое включение из клуба Space, Ивиса
- 540 — Top 20 of 2011
- 541 — Year Mix 2011
- 542 — First ASOT 2012
- 547 — премьера нового трека который стал частью интро A State Of Trance начиная с 550 выпуска: Gaia — J’ai Envie De Toi
- 549 — A State of Trance 2012 Special
- 550 Invasion World Tour
  - 1 марта 2012 — прямое включение из клуба Ministry of Sound, Лондон, Великобритания
    - Час 1: Разогрев (Warm-Up)
    - Часы 2 и 3: прямое включение из студии, включая 2 часовое радиошоу с интервью и минисетами диджеев: Max Graham, Solarstone, Paul Oakenfold
    - Часы 4-10: прямое включение из клуба, включившее в себя сеты диджеев: Tom Fall, Max Graham, Paul Oakenfold, Armin van Buuren, Lange, Solarstone

  - 3 марта 2012 — в этот день должно было состоятся шоу в Белграде, Сербия, но, к сожалению, из-за проблем с организацией мероприятия так и не состоялось.
  - 7 марта 2012 — прямое включение из Экспоцентр, Москва, Российская Федерация
    - Имена диджеев, выступавших на этом шоу на 2 аренах (A State of Blue, A State of Yellow): Ruben de Ronde, Rank 1, Arty, ATB, Armin van Buuren, Dash Berlin, W&W, Alex M.O.R.P.H., Heatbeat, Ummet Ozcan, First State, Arnej, Ashley Wallbridge, Ben Gold, Daniel Kandi, Ferry Tayle
- 551 (8 марта 2012)  Live @ ASOT 550 @ Expocenter, Moscow
  - 10 марта 2012 — прямое включение из Международный Выставочный центр, Киев, Украина
    - Имена диджеев, выступавших на этом шоу: Omnia, tyDi, Leon Bolier, Cosmic Gate, Armin van Buuren, Markus Schulz, Sean Tyas
- 552 (15 марта 2012) Live @ ASOT 550 @ IEC, Kiev
  - 17 марта 2012 — прямое включение в рамках ежегодного танцевального фестиваля Beyond Wonderland, Лос-Анджелес, США
    - Имена диджеев, выступавших на этом шоу: Shogun, Sied van Riel, John O’Callaghan, Aly & Fila, Arty, Gareth Emery, Armin van Buuren
- 553 (22 марта 2012) Live @ ASOT 550 @ Beyond Wonderland
  - 25 марта 2012 — прямое включение в рамках ежегодного фестиваля электронной музыки Ultra Music Festival, Майами, США
    - Имена диджеев, выступавших на этом шоу: Eco, Marcus Schössow, Jochen Miller, Tritonal, Cosmic Gate, Sander van Doorn, Dash Berlin, Ferry Corsten, Armin van Buuren, Gareth Emery, ATB

  - 31 марта 2012 — прямое включение из Brabanthallen, Ден Босх, Нидерланды. Финал официальной части празднования 550 выпуска. Самое масштабное шоу 550 выпуска. 45 диджеев и вокалисток на 5 аренах, названных в честь цветов (A State of Blue, A State of Green, A State of Yellow, A State of Red, A State of Pink). По сравнению с 500 выпуском произошла замена названия арены, теперь появилась сцена A State of Pink, где выступали только девушки-диджеи и вокалистки
    - A State of Blue: Armin van Buuren, Jochen Miller, Sied van Riel, Gabriel & Dresden, Ferry Corsten, Cosmic Gate, Aly & Fila, John O’Callaghan
    - A State of Green: Super8 & Tab, Orjan Nilsen, Arty, Gareth Emery, Markus Schulz, Armin van Buuren, W&W, Giuseppe Ottaviani
    - A State of Yellow: Matt Darey, Protoculture, Stoneface & Terminal, Tritonal, Jorn van Deynhoven, Leon Bolier, Kyau & Albert, Bobina, Will Holland, Ronski Speed
    - A State of Red: Antillas, Mark Sixma, The Blizzard, Dennis Sheperd, Wezz Devall, Sebastian Brandt, Setrise, MaRLo, DNS Project
    - A State Of Pink: Miss Nine, Jwayden, Nifra, Betsie Larkin, Vicky Devine, Ana Criado, Kristina Sky, Emma Hewitt, Sophie Sugar, Jaren, Claudia Cazacu, Aruna, Lisa Lashes

  - 19 мая 2012 — в рамках ежегодного танцевального фестиваля Electric Daisy Carnival, Нью-Йорк, США
    - Имена диджеев, выступавших на этом шоу: Sied van Riel, Rank 1, Jochen Miller, Tritonal, John O’Callaghan, Gareth Emery, Markus Schulz, ATB, Armin van Buuren

  - 9 июня 2012 — в рамках ежегодного танцевального фестиваля Electric Daisy Carnival, Лас-Вегас США
  - 10 июня 2012 — в рамках ежегодного танцевального фестиваля Electric Daisy Carnival, Лас-Вегас США
  - 27 июня 2012 — в рамках ежегодного танцевального фестиваля Global Gathering, Стратфорд-на-Эйвоне Великобритания
  - 25 июня — 24 сентября 2012 — каждый понедельник в клубе Privilege на Ивисе
- 583 (18 октября 2012) прямое включение в рамках Amsterdam Dance Event из Амстердама Армин объявлил первые города, в которых пройдет празднование юбилейного 600 выпуска A State Of Trance
- 593 — (Year Mix 2012)
- 600: The Expedition Tour. Шоу, включившее в себя включившее в себя сеты диджеев
  - 14 февраля 2013 — прямое включение из Мадрид, Испания
  - 16 февраля 2013 — прямое включение из Мехико, Мексика
  - 1 марта 2013 — прямое включение из Сан-Паулу, Бразилия
  - 7 марта 2013 — Минск, Беларусь
  - 8 марта 2013 — София, Болгария
  - 9 марта 2013 — Бейрут, Ливан
  - 15 марта 2013 — Куала-Лумпур, Малайзия
  - 16 марта 2013 — Мумбаи, Индия
  - 24 марта 2013 — в рамках ежегодного фестиваля Ultra Music Festival, Майами, США
  - 27 марта 2013 — Гватемала, Центральная Америка
  - 31 марта 2013 — Нью-Йорк, США
  - 6 апреля 2013 — Ден Бош, Нидерланды
  - 17 июня — 23 сентября 2013 — каждый понедельник в клубе Privilege на Ивисе

### Выпуски 601—700
- A State Of Trance 617 — специальный эпизод, посвящённый «быстрому» трансу Who’s Afraid Of 138?! (читается как «one three eight»).
- A State Of Trance 620 — Эпизод, проходивший в Минске (Республика Беларусь)
- A State Of Trance 639 More Intense Special
- A State Of Trance 642 — специальный эпизод, посвящённый «быстрому» трансу Who’s Afraid Of 138?!
- A State Of Trance 644 (Best of 2013) — эпизод, посвящённый самым популярным трекам 2013 года.
- A State Of Trance 645 (Year Mix 2013) — специальный новогодний эпизод.
- A State Of Trance 650 — серия юбилейных выпусков, отпразднованных в нескольких городах, в том числе и в Москве и Екатеринбурге
- A State Of Trance 659 — специальный эпизод, посвящённый «быстрому» трансу Who’s Afraid Of 138?!
- A State Of Trance 666 вышел 5 июня 2014 и посвящён «тёмной стороне» транса, в том числе Dark и Psy Trance.
- A State Of Trance 679 — специальная компиляция, посвящённая новому альбому «A State of Trance at Ushuaia, Ibiza 2014»
- A State Of Trance 680 посвящён концепции Who’s Afraid Of 138?!, где помимо традиционного аплифтинг-транса Армин анонсировал включить Dark Psy- и Psy Trance по многочисленным просьбам фанатов выпуска A State Of Trance 666
- A State Of Trance 694 (Top 20 of 2014) — эпизод, посвящённый самым популярным трекам 2014 года.
- A State Of Trance 695 (Year Mix 2014) — специальный новогодний эпизод.
- A State Of Trance 700: A State of Trance Festival. Шоу, включившее в себя сеты диджеев:
  - 5 февраля 2015 — прямое включение из Сидней, Австралия
  - 6 февраля 2015 — Мельбурн, Австралия
  - 7 февраля 2015 — прямое включение из Сидней, Австралия
  - 21 февраля 2015 — прямое включение из Утрехт, Нидерланды
  - 29 марта 2015 — в рамках ежегодного фестиваля Ultra Music Festival Майями, США
  - 11 апреля 2015 — прямое включение из Буэнос-Айрес, Аргентина
  - 6 июня 2015 — прямое включение из Мумбаи, Индия
  - 10 октября 2015 — прямое включение из Мехико
  - 25 июня — 17 сентября 2015 — каждый четверг в клубе Ushuaia на Ивисе

### Выпуски 701—799
750-й:
28 января 2016 года — радиошоу в Амстердаме с Ben Gold и Ruben de Ronde
30 января 2016 года — фестиваль в Торонто, посвящённый празднованию 750-го выпуска. На сцене: Solid Stone, Ben Gold, Standerwick, Ørjan Nielsen, Andrew Rayel и Armin van Buuren

### Выпуски 800—899
- 800 Part 1 (2017-01-26)
- 800 Part 2 (2017-02-02) — Открытие студии в Амстердаме. На канале Armin van Buuren на YouTube началось вещание еженедельного шоу в видео формате.
- 800 Part 3 (2017-02-09)
- 836 (2017-10-19) — 9-ти часовой выпуск в честь Amsterdam Dance Event.
- 845 (2017-12-21) (Top 50 of 2017)
- 846 (2017-12-28) (Year Mix 2017)
- 849 (2018-01-18) — XXL выпуск, приглашённый гость Chicane.
- 850 Part 1 (2018-01-25) — XXL выпуск, приглашённый гость Above & Beyond.
- 850 Part 2 (2018-02-01) — XXL выпуск, приглашённые гости Gareth Emery & Ashley Wallbridge.
- 850 Part 3 (2018-02-08)
- 852 (2018-02-22) — XXL выпуск, приглашённый гость Super8 & Tab.
- 862 (2018-05-03) — XXL выпуск, приглашённый гость Ben Gold.
- 863 (2018-05-10) — XXL выпуск, приглашённый гость Aly & Fila.
- 868 (2018-06-14) — XXL выпуск, приглашённый гость Orjan Nilsen.
- 870 (2018-06-28) — XXL выпуск, приглашённый гость Fatum.
- 873 (2018-07-19) — XXL выпуск, приглашённый гость Estiva.
- 874 (2018-07-26) — XXL выпуск, приглашённый гость ALPHA 9.
- 886 (2018-10-18) — 9-ти часовой выпуск в честь Amsterdam Dance Event.
- 889 (2018-11-08) — XXL выпуск, приглашённый гость Solarstone.
- 890 (2018-11-15) — XXL выпуск, приглашённый гость Eelke Kleijn.
- 895 (2018-12-20) (Top 50 of 2018)
- 896 (2018-12-27) (Year Mix 2018)

## Who’s Afraid Of 138?!
Who’s Afraid Of 138?! (читается как «one three eight») — рубрика, а также серия специальных эпизодов A State Of Trance. Также сублейбл Armada Music. Буквально переводится как «кто боится 138 (ударов в минуту)». Этот быстрый вид аплифтинг транс музыки появился после шутки Armin van Buuren’а в одном из эпизодов. На ASOT 600 в Den Bosch уголок любителей «Who’s Afraid Of 138?!» был забит до отказа, а социальные сети были переполнены отзывами фанатов.

## Регулярные рубрики
Каждое радиошоу имеет три постоянные рубрики: Tune of the Week, Future Favourite, ASOT Radio Classic и Service For Dreamers. Как правило, структура каждого выпуска (за исключением специальных эпизодов) имеет следующий вид: первый час посвящён обычному и прогрессив- трансу, второй час же отводится под аплифтинг-транс и концепцию Who’s Afraid of 138?!, а завершает шоу трек из классического транса (ASOT Radio Classic). В шоу присутствуют также небольшие интервью и поздравления случайным людям.

### Tune of the Week (Трек недели)
Начиная с 58 выпуска, трек, удостоенный Tune of the Week, выбирает сам Армин ван Бюрен. Это его личный выбор лучшего трека за прошедшую неделю.

### Trending Track (Самый обсуждаемый трек)
Новая рубрика, появилась после ASOT 700 в начале 2015 года. В неё попадает один из прозвучавших в прошлом выпуске треков, который по мнению Армина стал самым обсуждаемым в социальных сетях.

### Future Favourite (Будущий хит)
Трек, удостоенный Future Favourite, выбирают слушатели из списка новых треков предыдущего выпуска радиошоу. Голосование проходит на сайте www.astateoftrance.com/futurefavorite/.

### ASOT Radio Classic (Классика радиошоу)
Рубрика ASOT Radio Classic появилась с 284 выпуска A State Of Trance. Армин ван Бюрен выбирает один трек, предложенный радиослушателями и выпущенный в предыдущих годах. Это, как правило, заключительная рубрика всего радиошоу. Начиная с 800 эпизода, прекратила свое существование, на замену пришла рубрика Service For Dreamers.

### Service For Dreamers
Armin получал много интересных историй, которые были так или иначе привязаны к определённому треку. После чего решил приглашать гостей в каждый новый эпизод ASOT, где они рассказывают эту самую историю и он ставит эти треки в эфир.

## Вещание по всему миру
После того, как ID&T Radio в январе 2005 года сменило жанровое направление и концепцию вещания, шоу A State Of Trance было удалено из сетки вещания. В настоящий момент шоу доступно к прослушиванию в эфире следующих радиостанций::
- Всемирное вещание: Интернет-радио Di.fm. Прямые трансляции шоу каждый четверг в 19-00 по Гринвичу.
- США: XM Radio Channel 82
- Канада: The 246 Element Show Canada Chin 100.7FM Toronto & 97.9FM Ottawa
- Канада: XM Radio Channel 82
- Кипр: Energy 107.6 FM
- Чехия: DanceRadio.cz
- Индия: WorldSpace Satellite Radio Channel 202
- Сингапур: WorldSpace Satellite Radio Channel 202
- Иордания: Play 99.6 FM
- Голландия: SLAM!FM 95.2FM
- Россия: Радио Рекорд — во всех городах вещания (федеральный эфир) (Ночь с Пятницы на Субботу в 01:00 по Московскому времени)
- Мексика: BEAT — 100.9FM
- Люксембург: WAKY 107FM — 105.6 и 105.2
- Австралия: Kiss FM[англ.] 87.6 (Мельбурн), KIK FM 91.5 & 88.0 (Darwin & Palmerston)
- Дубай: Dubai 92 92.0
- Ливан: Mix FM — 104.4 (Бейрут, Горный Ливан, север страны, Саида)
- Украина: Kiss FM[укр.] — 106.5 (до 1 ноября 2016 года)
- Швейцария: Rouge FM — 106.5 (франкоязычная часть Швейцарии)
- Румыния: One FM — 100.6 (Бухарест)
- Великобритания: Kiss 100, Kiss 101 и Kiss 105—108 (также есть вещание на территории всего государства через систему DAB), Sky & Virgin Media)
- Мальта: 89.7 Bay
- Польша: Planeta FM
- Турция: FG — 93.7
- Ближний Восток: Satellite Radio Channel 202
- Беларусь: Новое радио — 98.4 (Минск) (A State Of Trance эксклюзивно переводится на русский язык)

### По заявкам (англ.On Demand)
Di.fm предлагает своим слушателям шоу по заявкам в формате A State Of Trance. Шоу транслируется в различных форматах и качестве: 256 кбит/сек (MP3), 128 кбит/сек (AAC), 128 кбит/сек и 64 кбит/сек (Windows Media), 64 кбит/сек и 32 кбит/сек (AAC+) для пользователей со статусом Premium, и бесплатное вещание на 96 кбит/сек (MP3), 24 кбит/сек (AAC+), 40 кбит/сек (Windows Media). В данный момент не доступно

### Плей-листы шоу
Плей-листы каждого эпизода также опубликованы в сети: их можно увидеть на astateoftrance.com (раздел Episodes).

## Серия компиляций
Armin van Buuren также регулярно выпускает двойные диски с компиляцией миксов «A State of Trance», как указано ниже:
- A State of Trance 2000
- A State of Trance 2004
- A State of Trance 2005
- A State of Trance 2006
- A State of Trance 2007
- A State of Trance 2008
- A State of Trance 2009
- A State of Trance 2010
- A State of Trance 2011
- A State of Trance 2012
- A State of Trance 2013
- A State of Trance 2014
- A State of Trance 2015
- A State of Trance 2016
- A State of Trance 2017